# Nihil (album)
A Nihil a Junkies 1997-ben kiadott, máig legsikeresebb albuma, amely 2006-ban elérte a 10 000. eladott lemez után járó aranylemezt. A lemez számos dalához készült videóklip, ezek letölthetők a Junkies hivatalos weboldaláról. A Nihilt sokan a Junkies máig legjobb albumának tartják, a Junkies még a Nihil kiadásának évében közös turnét játszott végig többek között a Tankcsapdával is.
2022-ben, az album megjelenésének 25. évfordulója alkalmából újra kiadásra került CD-n, illetve először bakelit formátumban is.

## Dalok
1. Nem vagyok jól
2. Minden mindegy
3. Ennyi kell
4. Miért legyek más?
5. Maszk
6. Ne ébressz fel
7. Miért?
8. Miattad iszom, te állat
9. Most
10. Az égen át
11. Megváltó
12. Ufók, istenek
13. Könnyebb út
14. Sziget
15. Vesztettél (bonus track)

## Közreműködők
- Szekeres András (ének)
- Somogyi József (dobok)
- Barbaró Attila (szólógitár, ének)
- Riki Church (basszusgitár)